# Amanitoideae
Amanitoideae là một phân họ nấm trong họ Amanitaceae.